# Claude-Jacques Lecourbe
Claude-Jacques hrabě Lecourbe (či Claude Joseph Lecourbe; 22. února 1759, Ruffey-sur-Seille, franc. Burgundsko — 22. října 1815, Belfort) byl francouzský generál a politik.

## Život

Osobní znak hraběte Clauda Jacquese Lecourba

Lecourbe byl synem důstojníka královské armády a studoval nejprve v Poligny a poté v Lons-le-Saunier. V revolučních a napoleonských válkách pak sloužil v různých armádách na četných postech.
Zúčastnil se mj. tažení rýnské armády i severní armády a v roce 1791 byl nějaký čas posádkou v Nantes v hodnosti plukovníka. Později byl přidělen k moselské armádě generála Jouberta a účastnil se bitvy u Fleurus (26. června 1794) a téhož roku byl povýšen do hodnosti brigádního generála.
Časem se stal podezřelým z konspirace proti republice v aféře generála Pichegru. Vina mu sice nebyla prokázána, i tak ale upadl do nemilosti a musel se zcela stáhnout do soukromí na svém zámku Ruffey-sur-Seille. Armádní velení však jej brzy povolalo do aktivní služby, povýšilo na divizního generála a přidělilo ke švýcarské armádě (13. listopadu 1798). Ve Švýcarsku bojoval v oblasti Engadinu a byl nucen stáhnout se za Reuss. Účastnil se slavného Massénova vítězství v bitvě u Curychu (25. a 26. září 1799).
Další převelení jej poslalo opět na Rýn, kde velel při bojích o Basilej, Schaffhausen, Stockach, Memmingen, Augsburg, Füssen a Feldkirch. V této době si vysloužil přezdívku „generál Ryba“, jelikož často s úspěchem používal k překročení vodních toků, tehdy velmi řídce se vyskytující vojáky plavce. Jako přítel generála Moreaua se jej vehementně zastával a upadl do Napoleonovy nepřízně. Nakonec musel Francii opustit (1805) a žil ve švýcarském kantonu Jura. V protinapoleonských aktivitách se ale neangažoval. Přesto jej Ludvík XVIII. jmenoval velkodůstojníkem Čestné legie a hrabětem. Po abdikaci Napoleona I. se vrátil do Paříže a byl přijat hrabětem d’Artois (15. dubna 1814) a 3. ledna 1815 jmenován inspektorem 6. pěší divize v Besançonu. Přesto hned po návratu Napoleona z Elby mu nabídl své služby a byl pověřen velením 8. (jurského) sboru. Dokonce 3. dubna 1815 byl prohlášen hrabětem císařství. Se svým sborem sváděl urputné boje s rakouskou armádou arcivévody Ferdinanda a pod obrovskou početní převahou se stáhl do Belfortu, který nepřítel obklíčil. Po několik týdnů se úspěšně bránil s 6000 muži a blokoval armádu 40 000 nepřátel. Vybojoval i několik dílčích vítězství v bojích u Foussemagne (30. června), Bourogne (2. července) a Chevremontu (8. července 1815). Tímto činem vešel do dějin a do francouzských učebnic. Nakonec pod tlakem celkové politické situace podepsal 11. července 1815 s rakouským generálem Colloredo-Mansfeldem příměří.
4. září 1815 odešel do výslužby. Zdrcen výsledkem i unaven tažením zemřel v Belfortu. Je pohřben v Ruffey sur Seille.
V Belfortu stojí socha věnovaná slavnému obránci města a jeho jméno je vyryto na Vítězném oblouku v Paříži, kde je také ulice nesoucí jeho jméno.

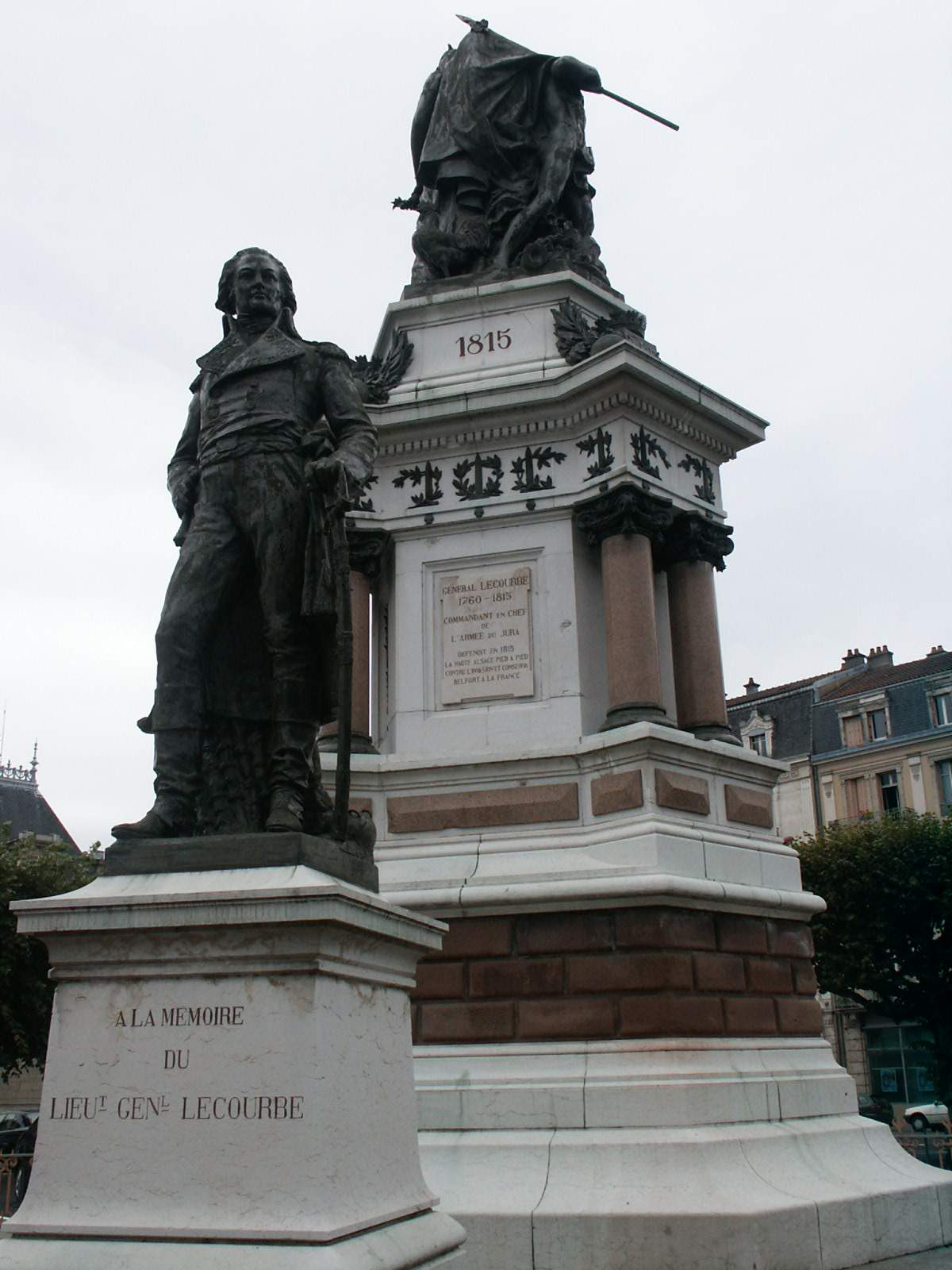
Claude-Jacques Lecourbe - socha v Belfortu